# 谭谈
谭谈（1944年—），男，湖南涟源人，中华人民共和国作家，中国作家协会原副主席、名誉副主席，湖南省文学艺术界联合会原主席。